# Alexander Grigoriev
Aleksandr Grigorev (Moscú, 21 de marzo de 1992) es un ciclista profesional ruso que desde 2023 corre para el equipo Efapel Cycling.

## Trayectoria
Destacó como amateur en las carreras españolas ganando una etapa y la general final de la Vuelta a Ávila, una etapa de la Vuelta a Galicia y el Trofeo Guerrita en 2017.

## Palmarés
- Todavía no ha conseguido ninguna victoria como profesional.